# Mihail Andricu
Mihail Andricu (født 22 december 1894 i Bukarest, Rumænien - død 4 marts 1974) var en rumænsk komponist, violinist og lærer.
Andricu studerede komposition og violin på Bukarest Musikkonservatorium. Han tog efter endt uddannelse til Paris,
hvor han studerede hos bl.a. Gabriel Faure og Vincent d´Indy. Andricu var en meget produktiv komponist.
Han har skrevet 11 symfonier, orkesterværker, kammermusik, balletmusik etc. Han specialiserede sig i orkestermusikken.
Andricu underviste i kammermusik og musikhistorie og komposition på Bukarest Musikkonservatorium. Han regnes blandt Rumæniens vigtige komponister.

## Udvalgte værker
- Symfoni nr. 1 (1943) - for orkester
- Symfoni nr. 2 (1947) - for orkester
- Symfoni nr. 3 (1949) - for orkester
- Symfoni nr. 4 (1954) - for orkester
- Symfoni nr. 5 (1955) - for orkester
- Symfoni nr. 6 (1957) - for orkester
- Symfoni nr. 7 (1958) - for orkester
- Symfoni nr. 8 (1960) - for orkester
- Symfoni nr. 9 (1962) - for orkester
- Symfoni nr. 10 (1968) - for orkester
- Symfoni nr. 11 "Til minde" (1970) - for orkester
- 13 Sinfoniettas (1945-1972) - for orkester
- 3 Kammersymfonier (1926, 1961, 1965) - for orkester
- Askepot (1929) - Symfonisk balletsuite